# Mauno Mäkelä

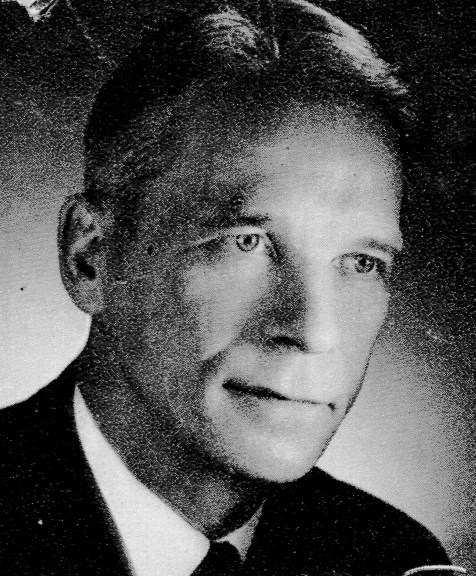
Mauno Mäkelä.

Mauno Mäkelä, född 7 mars 1916 i Björneborg, död 17 oktober 1987 i Helsingfors, var en finländsk filmproducent. 
Mäkelä verkade under efterkrigstiden som en betydande filmproducent och direktör för Fennada-Filmi. Han var en aktiv försvarare av de gamla filmbolagens revir och sågs ofta som den nya radikalare filmgenerationens motståndare. Samtidigt var han under 1950-talet den producent som kunde utmana de äldre bolagen Suomen Filmiteollisuus  och Suomi-Filmi med lättsamma komedier och äventyrsfilmer. Han producerade drygt 60 filmer, av vilka kan nämnas Naket äventyr (Alaston malli karkuteillä, 1953), Vem mördade fru Skrof? (Kaasua, komisario Palmu!, 1961), Stjärnorna, kommissarie Palmu, stjärnorna (Tähdet kertovat, komisario Palmu, 1962), Här under polstjärnan (Täällä Pohjantähden alla, 1968) och Axel och Elina (Akseli ja Elina, 1970). 